# Дейвис (округ, Юта)
Округ Дейвис (англ. Davis County) располагается в штате Юта, США. Официально образован в 1852 году. По состоянию на 2010 год, численность населения составляла 306 479 человек.

## География
По данным Бюро переписи США, общая площадь округа равняется 1642,062 км2, из которых 774,411 км2 суша и 867,651 км2 или 52,900 % это водоёмы.

## Население
По данным переписи населения 2010 года в округе проживает 306 479 жителей в составе 93 545 домашних хозяйств и 76 205 семей. Плотность населения составляет 388,44 человек на км2. На территории округа насчитывается 97 570 жилых строений, при плотности застройки около 123,66-ти строений на км2. Расовый состав населения: белые — 90,04 %, афроамериканцы — 1,21 %, коренные американцы (индейцы) — 0,46 %, азиаты — 1,77 %, гавайцы — 0,59 %, представители других рас — 3,24 %, представители двух или более рас — 2,69 %. Испаноязычные составляли 8,42 % населения независимо от расы.
В составе 45,10 % из общего числа домашних хозяйств проживают дети в возрасте до 18 лет, 67,99 % домашних хозяйств представляют собой супружеские пары проживающие вместе, 9,59 % домашних хозяйств представляют собой одиноких женщин без супруга, 18,54 % домашних хозяйств не имеют отношения к семьям, 15,23 % домашних хозяйств состоят из одного человека, 5,27 % домашних хозяйств состоят из престарелых (65 лет и старше), проживающих в одиночестве. Средний размер домашнего хозяйства составляет 3,24 человека, и средний размер семьи 3,63 человека.
Возрастной состав округа: 37,23 % моложе 18 лет, 6,56 % от 18 до 24, 28,13 % от 25 до 44, 19,92 % от 45 до 64 и 19,92 % от 65 и старше. Средний возраст жителя округа 29.2 лет. На каждые 100 женщин приходится 100,85 мужчин. На каждые 100 женщин старше 18 лет приходится 97,09 мужчин.